# Krotoscy herbu Leszczyc

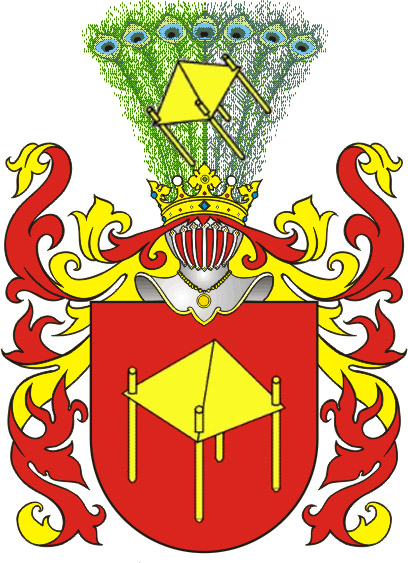
Krotoscy należeli do bardzo starego rodu Leszczyców.

Krotoscy herbu Leszczyc – polska rodzina szlachecka wywodząca się z Wielkopolski, której nazwisko wzięło się od nazwy miasta Krotoszyn będącego ich główną siedzibą rodową.
Żyjący na przełomie XIV i XV wieku Wierzbięta posiadał liczne dobra na południu Wielkopolski skupione wokół wsi Krotoszyn, dla której uzyskał przywilej lokacyjny od króla Władysława Jagiełły. Od tego momentu kolejni członkowie rodziny dziedziczyli na nowo lokowanym mieście Krotoszyn oraz starej wsi o tej samej nazwie, lecz odtąd nazywanej Starym Krotoszynem. Przez kolejne dekady Krotoscy pomnażali majątek wykupując kolejne dobra ziemskie oraz wchodząc w przemyślane związki małżeńskie, a także pełnili szereg funkcji publicznych przynoszących duże korzyści. Rodzina była u szczytu swej krótkiej, lecz błyskotliwej kariery za życia Jana Krotoskiego, wojewody inowrocławskiego, którego ojciec – Andrzej Krotoski, kasztelan inowrocławski i kowalski posiadał bardzo rozległe dobra ziemskie zarówno w Wielkopolsce, jak i na Kujawach powiększone przez samego Jana podczas jego publicznej kariery, a obejmujące liczne wsie, folwarki, lasy, młyny oraz miasta: Łobżenicę (wykupioną od Łobżeńskich jeszcze pod koniec XV wieku), Barcin i Pakość.
Historia rodziny kończy się wraz ze śmiercią syna wojewody – Andrzeja Krotoskiego, kasztelana kaliskiego, mającego z Dorotą Uchańską jedną córkę Urszulę, wydaną za Mikołaja Sieniawskiego. Śmierć kasztelana spowodowała rozdrobnienie majątku pomiędzy spadkobierców (dobra krotoszyńskie odziedziczyli Rozdrażewscy, barcińskie Sieniawscy, a łobżenickie Kostkowie).

## Kalwinizm
Krotoscy byli wyznania kalwińskiego, co widać po małżeństwach z przedstawicielkami innych innowierczych rodów (Zborowskich, Latalskich). Jak opisano w księgach metrykalnych klasztoru bernardynów w Górce koło Łobżenicy Andrzej Krotoski wymienił się dobrami ziemskimi z Zofią z Łobżeńskich Słupską kupując od niej m.in. połowę Łobżenicy już około 1470 roku sprzedając jej swoje wsie: Żórawia, Kowalewo i Roszwakino w powiecie kcyńskim za 2000 zł w 1522 roku.
Syn Andrzeja – Jan Krotoski przyjął wierzenia ojca co było o tyle łatwiejsze, że Andrzej ożenił syna najpierw z Anną Potulicką, z którą miał tylko jedną córkę (wydaną potem za Marcina Herburta z Felsztyna), a potem z Anną Latalską, córką gorliwego kalwina, wojewody inowrocławskiego i poznańskiego Janusza Latalskiego. Wspomniane już dokumenty bernardyńskie z Łobżenicy wspominają również o tym, że po śmierci drugiej żony Jana, ożenił się on po raz trzeci, lecz i tym razem z kalwinką – Urszulą z Ostroroga, która szczególnie dała się we znaki miejscowej ludności katolickiej, spaliła kościół na Górce, a kiedy jej mąż (wojewoda Jan Krotoski) zmarł w 1621 roku i został pochowany w łobżenickiej farze, zatrzymała dla siebie schedę swoich dzieci i dopiero syn Andrzej po dojściu do lat sprawczych odebrał matce swoją własność przypadłą mu po ojcu, a sam pojął za żonę katoliczkę ze znanej w Rzeczypospolitej rodziny – Dorotę, córkę Pawła Uchańskiego, wojewody bełskiego i stryjeczną wnuczkę Jakuba Uchańskiego, prymasa Polski i Litwy.

## Genealogia
- 1. Wierzbięta z Krotoszyna
- 1.1. Mikołaj Krotoski z Niewiesza, chorąży sieradzki × Zofia[4]
- 1.1.1. Jan Krotoski, kantor gnieźnieński, kanonik poznański
- 1.1.2. Marcin Krotoski × Anna[5], córka Jana Rozdrażewskiego
- 1.1.2.1. Andrzej Krotoski[6], kasztelan inowrocławski[7] i kowalski ×
- 1.1.2.1.1. Jan Krotoski[8], kasztelan inowrocławski i rogoziński, wojewoda inowrocławski × Anna Potulicka; × Anna[9], córka Janusza Latalskiego; × Urszula, córka Jakuba Ostroroga
- 1.1.2.1.1.1. Jan Krotoski[10] (syn Latalskiej) × Katarzyna[11], córka Mikołaja Zaremby
- 1.1.2.1.1.2. Urszula Krotoska (córka Latalskiej) × Rostworowski
- 1.1.2.1.1.3. Katarzyna Krotoska (córka Potulickiej)[12] × Marcin Herburt z Fulsztyna, starosta barski; × Jan Hlebowicz, wojewoda trocki, podskarbi W.X.L.
- 1.1.2.1.1.3.1. Zofia Herburt × Jan Kostka[13]
- 1.1.2.1.1.3.2. Mikołaj Hlebowicz, wojewoda smoleński × ks. Anna Korecka
- 1.1.2.1.1.4. Jakub Krotoski (syn Ostrorożanki)
- 1.1.2.1.1.5. Andrzej Krotoski[14][15] (syn Ostrorożanki), kasztelan kaliski × Dorota, córka Pawła Uchańskiego, wojewody bełskiego
- 1.1.2.1.1.5.1. Urszula Krotoska[16] × Mikołaj Sieniawski, podczaszy koronny
- 1.1.2.2. Mikołaj Krotoski
- 1.1.3. Wojciech Krotoski
- 1.2. Wojciech z Pakości, dziedzic Krotoszyna
- 1.3. Jan Niewieski, dziedzic m.in. Niewierza (pisanego w średniowieczu jako Nyewyesz) i Krotoszyna